# Peter Sinfield
Peter John Sinfield (ur. 27 grudnia 1943 w Londynie, zm. 14 listopada 2024 tamże) – angielski producent muzyczny, poeta i autor tekstów.

## Życiorys
Peter Sinfield znany jest przede wszystkim ze współpracy z supergrupą King Crimson, dla której pisał teksty na potrzeby albumów In the Court of the Crimson King, In the Wake of Poseidon, Lizard oraz Islands, a także zajmował się oprawą świetlną ich koncertów. Po odejściu z grupy kontynuował działalność muzyczną jako producent, nagrał również płytę solową, Still. Sinfield współpracował ponadto z supergrupą Emerson, Lake and Palmer czy Premiata Forneria Marconi, muzykami Davidem Crossem i Garym Brookerem – cenionym pianistą i wokalistą, znanym z występów w grupie Procol Harum oraz z popową wokalistką Céline Dion.

## Filmografia
- Prog Rock Britannia (2009, film dokumentalny, reżyseria: Chris Rodley)[4]